# فرانکو لاتینی
فرانکو لاتینی (ایتالیایی: Franco Latini؛ ‏ ۱۲ سپتامبر ۱۹۲۷ – ۲ فوریهٔ ۱۹۹۱) بازیگر، صداپیشه و مدیر دوبلاژ اهل ایتالیا بود. وی یکی از برجسته‌ترین دوبلورهای کارتون در ایتالیا محسوب می‌شد.
فرانکو لاتینی دوبلور استن لورل در چندین فیلم لورل و هاردی بود که در آنها، کارلو کوروکولو به‌جای اولیور هاردی صحبت می‌کرد. وی دوبلور ایتالیایی اصلی شخصیت‌های دانلد داک و تام گربه هم بود.
از فیلم‌هایی که وی در آن‌ها نقش داشته‌است، می‌توان به برای عشق… برای افسون… اشاره نمود.